# Schloss Wiesenthau

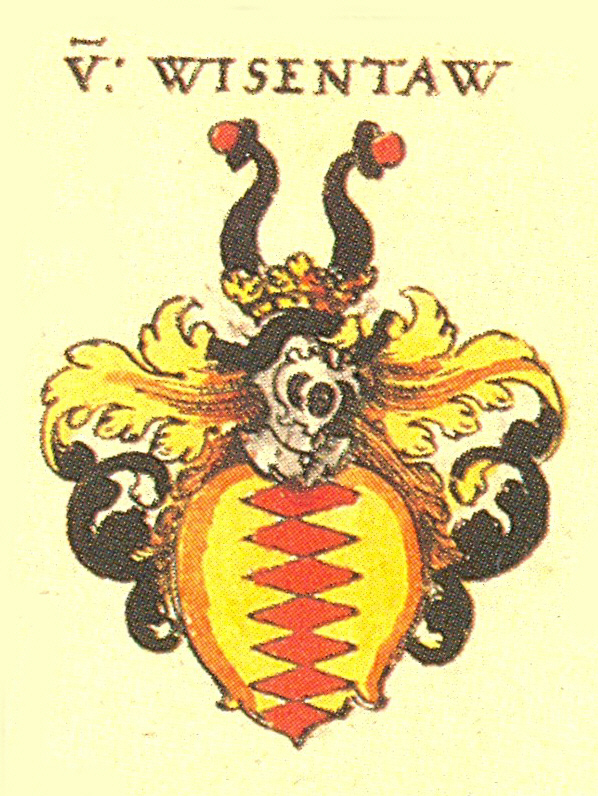
Wappen der Familie von Wiesenthau nach Siebmachers Wappenbuch

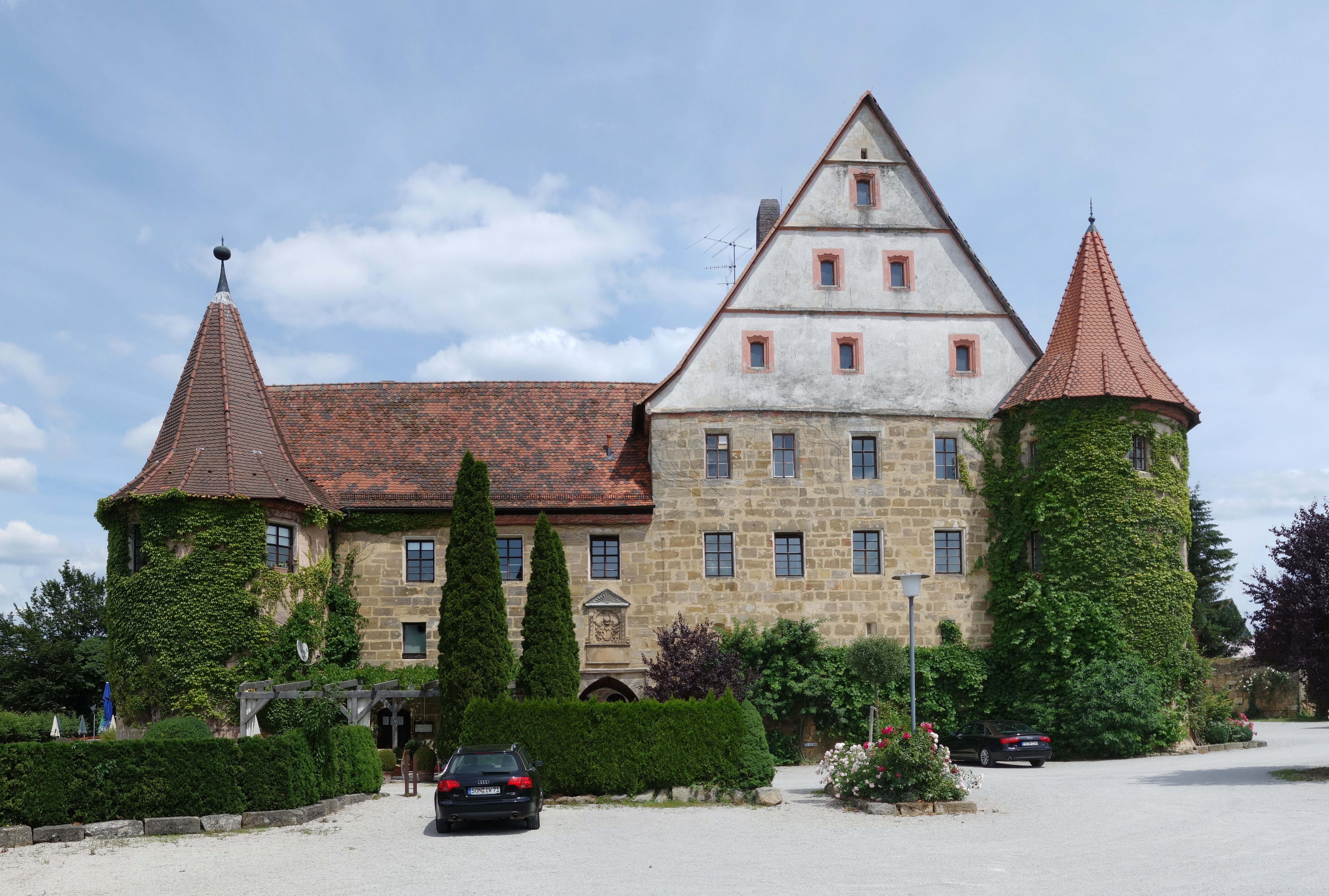
Die Westseite (2020)

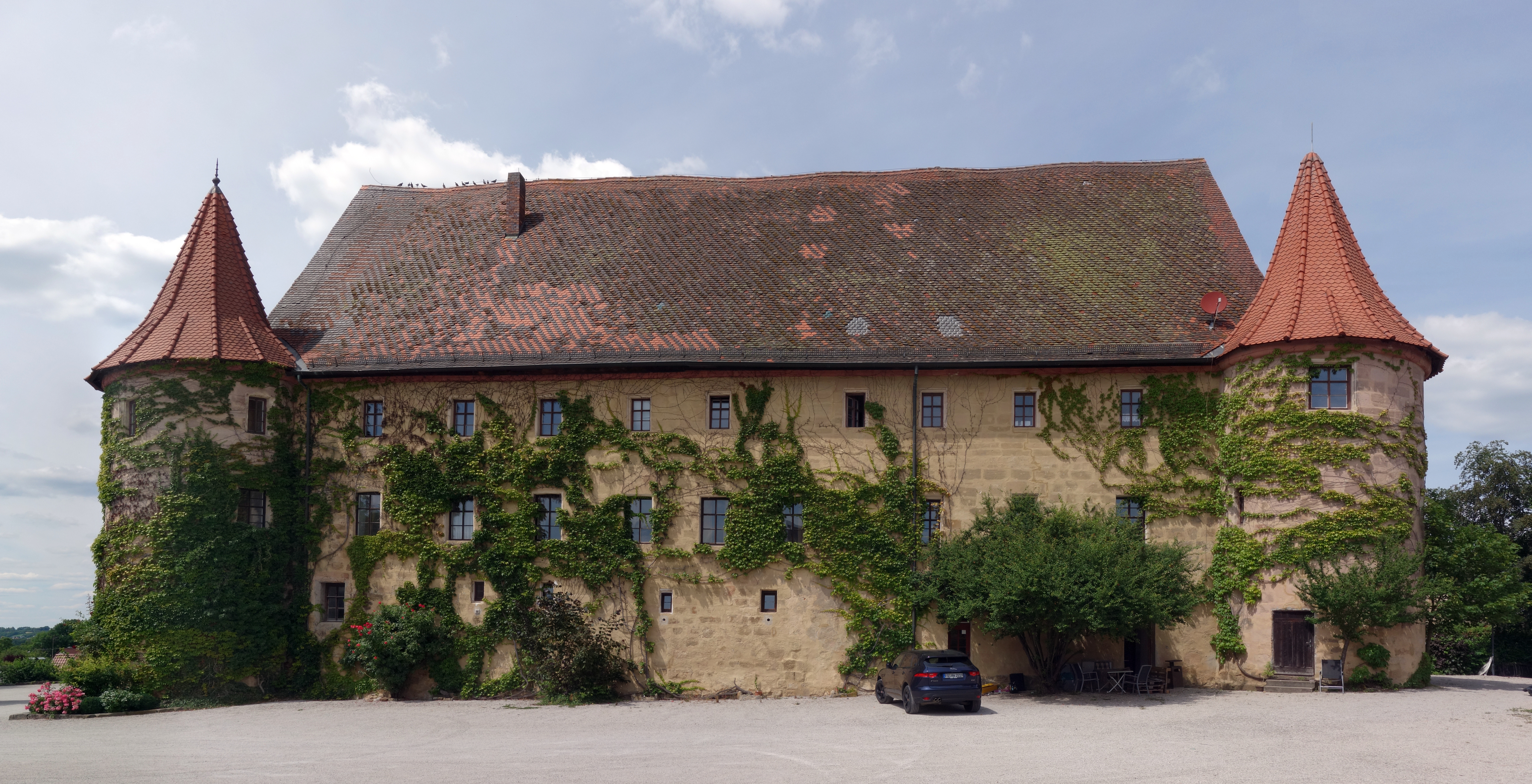
Die Südseite (2020)

Die Nordseite (2020)

Schloss Wiesenthau steht am nordöstlichen Rand der gleichnamigen Gemeinde am Fuße der Ehrenbürg. Bei dem Renaissancebau handelt es sich um eine dreiflügelige Anlage mit vier Ecktürmen aus der Mitte des 16. Jahrhunderts und Reste einer Umfassungsmauer.

## Geschichte
Der Ort wurde urkundlich erstmals 1062 im Zusammenhang mit dem Königshof in Forchheim genannt. Die Herren von Wiesenthau sind urkundlich seit 1128 als Bamberger Ministeriale nachweisbar. Ob zu dieser Zeit bereits eine Burg existierte, ist nicht geklärt. Sie wurde urkundlich erstmals 1379 erwähnt.
Ursprünglich freieigener Besitz der Herren von Wiesenthau, wurde am 25. Juni 1379 ein Teil der Burg an das Hochstift Bamberg verkauft. In der folgenden Zeit kam sie vollständig unter Bamberger Lehnshoheit. Die Herren von Wiesenthau blieben als Bamberger Lehnsleute weiter im Besitz der Burg.
1430 wurde die Burg durch die Hussiten schwer beschädigt. Eine weitere Zerstörung erfolgte im Bauernkrieg 1525. Einen grundlegenden Umbau erfuhr sie 1566. Abgesehen von einem kurzen Zeitraum war die Anlage oder zumindest ein Teil von ihr bis zum Aussterben der Herren von Wiesenthau im Jahre 1814 immer im Besitz dieser Familie.
Nach einer umfassenden Sanierung in den Jahren 1985 bis 1992 wird die Anlage als Gasthof und Hotel genützt.